# 昭和町 (会津若松市)
昭和町（しょうわまち）は、福島県会津若松市の町。郵便番号は965-0038。

## 概要
会津若松市街地の中部 - 北部に位置しており、東側の相生町、蚕養町と西側の中央の間を町域とする。
町名は、住民の意志による。

## 地理
会津盆地南東部に位置する会津地方の中心都市、会津若松市の北西部に位置する。周辺の地域とともに阿賀川の支流、湯川、溷川などやその支流により形成された扇状地上に発達した会津若松市街地の一部である。東は相生町、蚕養町、西、北は中央、南は馬場本町に接する。

## 歴史

### 近世
江戸時代、会津藩によって周辺の地域が治められていた。当時、現在の昭和町周辺には、甲賀町（こうかまち）、千軒道（せんげんみち）、馬場町、上河原分（かみかわらぶん）などが存在していた。

#### 各町、町分の概要

##### 甲賀町
甲賀町（こうかまち）は若松城下の城郭外北部、当時の上町に属する町で、南側は甲賀町口、北側は滝沢組町に接する幅4間あまりの通りであった。傍出町として大工町があったほか、甲賀町は文禄年間の成立で、蒲生氏郷が日野（近江）から移住した商工業者を置いた町であるとされる。このため、かつては日野町と呼ばれていたが、加藤氏が甲賀町と改称したとされる。

##### 千軒道
千軒道（せんげんみち）は若松城下の城郭外北部、当時の上町に属する町で、大町、馬場町の北側に位置していた。千軒道、木戸千軒道、紫雲寺前通などの地名があり、浄土宗の浄国寺、清林寺、定善寺、真宗の蓮華寺、本光寺、福証寺、満福寺、曹洞宗の紫雲寺があった。これらの寺院はそれぞれ城郭郭外の造営の際、城郭郭内から移転したものが多いとされているほか、当町の地名はかつて周辺に千軒の家があったことによるとされている。また、化政期には民家がなく、寺院があるのみだったとされる。

##### 馬場町
馬場町は若松城下の城郭外北部、当時の上町に属する町で、馬場町口の郭門から北に向かう幅5間あまりの通りであった。傍出町として一之町、二之町、三之町、四之町、五之町があり、馬場町のうち五之町から北を馬場名子屋町といったとされる。馬場町は、蒲生氏郷により治められていた文禄元年に移転されており、それ以前には若松城郭内（本一之丁にあった馬場に続く町であったとされる）にあったが、若松城郭外に移されたとされている。馬場町は、当時の若松城下において商業の中心地で、塗職人をはじめとする職人などが住んでいた。また、1と8の日には六斎市が立っていたとされている。

##### 上河原分
上河原分（かみかわらぶん）は若松城下の東黒川町分に属しており、滝沢町の北に位置していた。化政年間には3軒の家があり、町分内の田の中には梵字の碑があったとされている。また、上川原分とも書いたほか、文化15年で700石あまりであったとされる。

### 近代
明治時代に入ると、江戸時代からの若松城下の町は再編され、甲賀町に千軒道の一部が編入され、若松甲賀町となったほか、馬場町と千軒道のそれぞれ一部から若松馬場名子屋町が誕生した。また、これらの町名は、1889年まで「若松」を冠称していたが、その後は「若松」を冠称していない。その後、1889年に町村制の施行によりこれらの町は若松町の町となり、1899年には若松町の市制施行により若松市の町名となった。。
また、明治時代に、石上分、千石町分のそれぞれ一部から石堂村、蚕養宮村、上河原分のそれぞれ一部から上蚕養村が誕生する。石堂村は栄和村、町北村、上蚕養村は蚕養村、一箕村を経て会津若松市の一部となり、あとに一部が当町の一部となる。

### 現代
1951年の若松市による町北村を編入などを経て、1955年には当時の若松市と高野村、一箕村、神指村、門田村、東山村、大戸村、湊村が合併し、会津若松市となる。これより、甲賀町、馬場名子屋町など周辺の町は同市の町となる。その後、1960年代に入ると会津若松市の住居表示が実施される。これにより、1966年に甲賀町、馬場名子屋町、町北町大字石堂、一箕町大字上蚕養のそれぞれ一部により昭和町が誕生する。

## 町名の変遷
| 実施後 | 実施年月日               | 実施前                   |
| ------ | ------------------------ | ------------------------ |
| 昭和町 | 1966年（昭和41年）9月1日 | 甲賀町（一部）           |
| 昭和町 | 1966年（昭和41年）9月1日 | 馬場名古屋町（一部）     |
| 昭和町 | 1966年（昭和41年）9月1日 | 町北町大字石堂（一部）   |
| 昭和町 | 1966年（昭和41年）9月1日 | 一箕町大字上蚕養（一部） |

## 世帯数と人口
2017年（平成29年）8月1日現在の世帯数と人口は以下の通りである。
| 町丁   | 世帯数  | 人口  |
| ------ | ------- | ----- |
| 昭和町 | 191世帯 | 280人 |

## 交通

### バス
町内を通る会津若松市道で会津乗合自動車によるバスが運行されている。

#### 系統
- 市内1コース
- 市内2コース

## 神社、寺院、史跡など
- 蓮華寺